# Sherman Howard

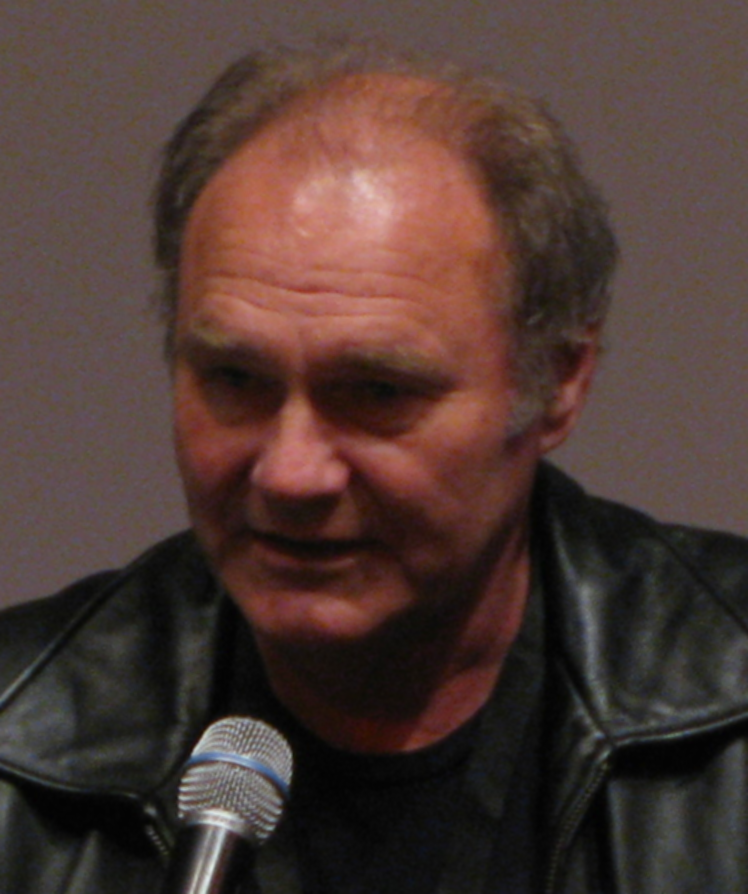
Sherman Howard, 2009

Sherman Howard (* 11. Juni 1949 als Howard Lee Sherman in Chicago, Illinois, USA) ist ein US-amerikanischer Schauspieler und Synchronsprecher. Er ist bekannt durch die Rolle des Zombies Bub in George A. Romeros Film Zombie 2.

## Wirken
Seine erste Filmrolle hatte Howard im Film Grace Quigleys letzte Chance. Danach folgten Auftritte in weiteren TV-Serien und Filmen, darunter in Zombie 2, Das Haus in der Carroll Street, Die Verdammten des Krieges, Lethal Weapon II - Brennpunkt L.A. und Tom Clancy’s OP Center.
Howard ist auch Synchronsprecher. Sprechrollen hatte er in Batman of the Future, Daxter und Jak II.

## Filmografie (Auswahl)
- 1985: Zombie 2 - Das letzte Kapitel
- 1985: The Eagle and the Bear (Fernsehfilm)
- 1986: Geschichten aus der Schattenwelt (Fernsehserie, 1 Folge)
- 1986: Ryan's Hope (Fernsehserie, 1 Folge)
- 1987: Max Headroom (Fernsehserie, 3 Folgen)
- 1987: Das Haus in der Carroll Street
- 1988: Marcie - Eine Frau sieht rot (Fernsehfilm)
- 1988: Dallas (Fernsehserie, 5 Folgen)
- 1989: Das Bankentrio
- 1989: Mein Partner mit der kalten Schnauze
- 1989: Miami Vice (Fernsehserie, 1 Folge)
- 1989: Brennpunkt L.A.
- 1989: Die Verdammten des Krieges
- 1989: L.A. Law – Staranwälte, Tricks, Prozesse (Fernsehserie, 1 Folge)
- 1989: Freddy's Nightmares: A Nightmare on Elm Street - Die Serie (Fernsehserie, 1 Folge)
- 1989: Baywatch – Die Rettungsschwimmer von Malibu (Fernsehserie, 1 Folge)
- 1989–91: Superboy (Fernsehserie)
- 1990: Dark Angel
- 1990: ALF (Fernsehserie, 1 Folge)
- 1990: Parker Lewis – Der Coole von der Schule (Fernsehserie, 1 Folge)
- 1990: Raumschiff Enterprise – Das nächste Jahrhundert (Fernsehserie, 1 Folge)
- 1991: Zurück in die Vergangenheit (Fernsehserie, 1 Folge)
- 1991: Ricochet – Der Aufprall
- 1991: Good & Evil (Fernsehserie)
- 1992: Melrose Place (Fernsehserie, 2 Folgen)
- 1993: Space Rangers (Fernsehserie, 1 Folge)
- 1993: Raven (Fernsehserie, 1 Folge)
- 1993: Seinfeld (Fernsehserie, 1 Folge)
- 1994: The Stand: Das letzte Gefecht (Miniserie)
- 1994: SeaQuest (Fernsehserie, 1 Folge)
- 1995: Sliders – Das Tor in eine fremde Dimension (Fernsehserie, 1 Folge)
- 1995: Star Trek: Deep Space Nine (Fernsehserie, 1 Folge)
- 1995: Ein Satansbraten ist verliebt (Fernsehfilm)
- 2001: Star Trek: Raumschiff Voyager (Fernsehserie, 1 Folge)
- 2021: Blue Bloods – Crime Scene New York (Fernsehserie, 1 Folge)